# Karczmiska Pierwsze
Karczmiska Pierwsze – wieś w Polsce położona w województwie lubelskim, w powiecie opolskim, w gminie Karczmiska. Leży przy drodze wojewódzkiej nr 824.
Karczmiska historycznie położone są w Małopolsce, w ziemi sandomierskiej.
W latach 1954–1972 wieś należała i była siedzibą władz gromady Karczmiska. W latach 1975–1998 miejscowość należała administracyjnie do ówczesnego województwa lubelskiego. Obecnie wieś ta jest siedzibą władz gminy Karczmiska.
Na terenie wsi utworzono dwa sołectwa Karczmiska Pierwsze i Karczmiska Pierwsze Kolonia. Według Narodowego Spisu Powszechnego z roku 2011 wieś liczyła 1556 mieszkańców.
| SIMC    | Nazwa      | Rodzaj    |
| ------- | ---------- | --------- |
| 0382846 | Karczmiska | część wsi |

W miejscowości znajduje się centralna stacja Nadwiślańskiej Kolejki Wąskotorowej wraz z zapleczem technicznym. Kolejka łączy Opole Lubelskie z Nałęczowem.
We wsi działa klub piłkarski Bobry Karczmiska.
Wierni Kościoła rzymskokatolickiego należą do parafii św. Wawrzyńca w Karczmiskach.

## Geneza nazwy
Jedna z legend głosi, że dawniej na terenie tej miejscowości znajdowało się kilka karczm, gdzie podróżni mogli znaleźć miskę gorącej strawy i kufel burgundzkiego piwa. Stąd właśnie, od rzeczowników karczma i miska, wieś została nazwana Karczmiska.
Inna legenda pochodzi ze źródeł parafii. Dawne katalogi diecezjalne obejmowały następującą notatkę historyczną sporządzoną przez ks. A. Wadowskiego: „Nazwa wsi Karczmiska pochodzi od Karczmisko, czyli plac niezabudowany po zburzonej karczmie. Nazwa Karczmiska nadana była wsi wtedy, gdy istniejące karczmy zniszczono, a po nich zostały jedynie rumowiska. Widocznie w dawnych czasach była prowadzona walka z pijaństwem”.
Inną wersję podają źródła historyczne. Według nich powstanie Karczmisk wiąże się z ożywieniem stosunków handlowych z Rusią. Wtedy zaczyna się tworzyć gościniec łączący ten kraj z Polską, a za jej pośrednictwem również z krajami i posiadłościami niemieckimi. Gościniec ten obrał sobie bieg właśnie przez owe dobra, nazwane „Krampą”. Trakt zaczynał się we Włodzimierzu, prowadził stamtąd na Hrubieszów, Krasnystaw, przez „Krampę”, Wietrzną Górę i dalej na Zwoleń, Radom, Opoczno, w kierunku Śląska.
Dzisiejsza nazwa Karczmisk wywodzi się więc od dawnej nazwy tej miejscowości – „Krampa”.
Wzmiankę o Karczmiskach można znaleźć w kronice Jana Długosza z 1430 r. „...Krampa – wieś która należała do klasztoru zwierzynieckiego i do klasztoru kazimierskiego, lecz teraz została wzięta jako własność królewska i na mocy prawa parafialnego należy do kościoła w Kazimierzu, któremu płaci dziesięcinę snopową ze wszystkich pól. Jest tam również osobny kościół drewniany połączony z kościołem w Kazimierzu, w którym pleban zarządza na mocy swego prawa."
Innym dokumentem świadczącym o ważności wsi jest rejestr poborowy z roku 1628: „...pan Adam Mięćmierski oddał poboru trojakiego ze wsi Karczmiska, z łany wójtowskiego po F.1 i F.2 i F.3. A Ratione Serviti (od dwóch szewców, od dwóch komornic, i z łanu wójtowego) według uniwersału nad pobór uchwalony dał F.5”.

## Odkrycia archeologiczne
W 1932 roku na terenie gminy znaleziono skład monet (4500 sztuk) pochodzących z czasów Bolesława Krzywoustego, Władysława Hermana i Bolesława Śmiałego, z (XI i XII wieku). Były zapewne już wówczas stare, jednakże nie mogły być zakopane długo po wybiciu. Legenda mówi, że monety te zostały ukryte przez jedną z karawan kupieckich w chwili zagrożenia.
Monety te znajdują się obecnie w Muzeum Narodowym w Lublinie.
O innym znalezisku mówi dokument z 14 listopada 1836 roku. Dotyczy on odnalezienia skarbu – składu złotych monet w kościele karczmiskim.
W 1952 roku we wsi Chodlik należącej do gminy Karczmiska dokonano odkrycia wczesnośredniowiecznego grodu pochodzącego z początku VIII wieku naszej ery. Odkrycia dokonał lubelski archeolog, profesor Aleksander Gardawski, kierując się doniesieniami z 1906 roku, kiedy to podczas wykopów na wiejskim cmentarzu, odkryto jakieś starodawne, choć niezbyt dokładnie zidentyfikowane skorupy, co opisał w prasie historycznej miejscowy proboszcz, ks. Chotyński.
Prace archeologiczne objęły obszar prawie stu hektarów i doprowadziły do odkrycia i szczegółowego opisania największego w Polsce grodziska zamieszkiwanego przez Słowian z plemienia Lędziców.

## Zabytki
- klasycystyczny kościół z XIX wieku z XVIII-wieczną drewnianą dzwonnicą
- późnoklasycystyczny zespół dworsko – parkowy z XIX wieku
- zabytkowe domy mieszkalne i budynki gospodarskie
- pozostałości po dawnych młynach, kuźniach, karczmach.